# Hoàng Thị Hồng
Hoàng Thị Hồng (chữ Hán: 黃氏紅; ? - ?), là một nhân vật truyền thuyết, tương truyền bà là phi tần của Lý Anh Tông.
Bà là người có công giúp dân làng Du La, xã Cẩm Chế, huyện Thanh Hà, nơi bà sinh ra và lớn lên, xây dựng chợ buôn bán, đắp đường, bắc cầu, xây cống thông thương...

## Truyền thuyết
Hoàng Thị Hồng sinh ra và lớn lên trong một gia đình nông dân ở làng Du La, nay thuộc xã Cẩm Chế, huyện Thanh Hà, tỉnh Hải Dương; cha bà là cụ Hoàng Thiện, mẹ bà là cụ Lê Thị Thanh. Bà là chị cả của hai người em gái Hoàng Thị Quỳnh và Hoàng Thị Quế. Thủa nhỏ, bà chăn trâu, cắt cỏ phụ việc gia đình, lớn lên trồng dâu, nuôi tằm, dệt lụa. Tương truyền, bà là người thông minh, nhanh nhẹn, khéo bày trò vui, có tài ca hát và học hành thông minh hơn người; lòng bàn tay của bà có vân hình chữ Vương.
Mùa xuân năm Tân Mão (1171), Lý Anh Tông đi kinh lý miền duyên hải, khi qua vùng Cẩm Chế, thấy phong cảnh non nước hữu tình, ruộng đồng tươi tốt, dân cư sống quần tụ đông đúc, thanh bình bèn dừng chân nghỉ ngơi và tìm hiểu cuộc sống chốn thôn quê. Bỗng có tiếng hát trong trẻo của một thôn nữ ở đâu đó vọng lại, rằng:
"Vua cha lắm bạc nhiều vàng
Uy quyền cao thượng xin đừng chớ quên
Mong Người tích đức tu nhân
Muôn sau sự nghiệp mãi thành sử ghi"
Nghe tiếng hát, Lý Anh Tông cho quân đi tìm. Thấy quân lính triều đình, mọi người sợ hãi bỏ trốn, riêng Hoàng Thị Hồng vẫn bình thản hái dâu, miệng vẫn không ngơi câu hát. Khi được nhà vua vời đến hỏi, bà đáp lại rất kính cẩn và lưu loát. Thấy một cô thôn nữ vừa độ thanh xuân, nước da trắng hồng, khuôn mặt ngây thơ, nhưng lại nết la, đối đáp thông minh, nhà vua đem lòng yêu mến và đưa Bà về triều làm Thứ phi.

## Qua đời
Trong một dịp về thăm quê, thấy dân quê mình lầm than, Hoàng phi khuyến khích nhân dân phát triển trồng dâu, nuôi tằm, dệt lụa; tổ chức cứu giúp nhiều người bất hạnh, dựng vợ gả chồng cho nhiều đôi lứa... Thấy dân chưa có chợ phải đi rất xa để mua bán, trao đổi hàng hóa, Hoàng phi liền giúp dân xây chợ Cẩm Chế, đắp đường, bắc cầu, khơi thông sông từ Đồng Bẽ, qua Minh Đình, Ao Vang lên chợ để mở rộng thông thương hàng hóa. Nhờ đó, quê bà trở thành một trung tâm trao đổi hàng hóa lớn nhất vùng.
Trước khi về thăm quê, Bà đã có thai với nhà vua nhưng không biết. Trên đường trở lại kinh thành, khi nghỉ chân ở một quán nhỏ xứ Kinh Bắc, bà hàng nước tâu rằng: "Đức Bà đã có thai với nhà vua, nếu không báo với quan Thái giám thì sẽ mắc tội". Lo sợ đức Vua hiểu nhầm mình thất tiết trong thời gian về quê, và nếu không thanh minh được sẽ liên lụy đến nhiều người, bà quây màn tắm và tự vẫn dưới hồ, Thị tỳ tìm mãi không thấy thi hài. Bà mất khi vừa tròn 20 tuổi. Có tài liệu cho rằng, nơi bà mất rất linh thiêng nên nhân dân quanh vùng lập đền thờ cúng. Tuy nhiên, cho đến nay chưa xác định rõ nơi bà qua đời.
Được tin Bà mất, nhà vua tức giận. Trong lúc vừa mất vợ, vừa mất con, vua lập tức sai lính về chợ Cẩm Chế để xóa đi hình ảnh của bà. Về sau, khi được biết Bà mất tại nơi đất khách quê người, cảnh quân lính đốt chợ, dân làng nơi quê hương bà lập biểu tâu trình với nhà vua. Nhà vua thấy rõ ngọn nguồn, thương tiếc người vợ hiền thông minh, xinh đẹp và đức độ, cho lập lại chợ khang trang, to lớn hơn; đồng thời, cho dựng đền thờ bà hướng ra chợ. Cũng có ý kiến cho rằng, sau khi đốt chợ, vào một đêm, vua mộng thấy bà về trách cứ nên đã cho dựng lại chợ và lập đền thờ bà.
Chợ do bà dựng được dân trong vùng gọi là chợ Cháy, là chợ lớn nhất thuộc khu Hà Bắc, huyện Thanh Hà, đến nay vẫn đông vui như suốt hơn 800 năm qua. Chợ họp liên tục các ngày trong tháng, trong đó, cứ 5 ngày lại có một phiên chính.
Mặc dù mất sớm, khi mới tròn 20 tuổi, lại chưa có con, nhưng đời vua kế nghiệp đã phong sắc cho bà là Lý triều Hoàng Thái Hậu.

## Đền thờ và lễ hội
Sau khi bà mất, nhân dân địa phương thương tưởng nhớ, tôn thờ làm Thành Hoàng. Đền thờ Bà nằm gần và hướng ra chợ Cháy, tên gọi đề Chợ Cháy, người dân địa phương thường gọi đền thờ "Thái hậu triều Lý". Trải qua hàng trăm năm, được nhân dân trong vùng tu sửa và mở rộng dần đến nay thành một quần thể kiến trúc uy nghi. Đến nay, đền còn lưu giữa lại nhiều cổ vật: bài vị "Thánh hậu vi đoan trang, hòa mục linh hiển mầu nhiệm, ân huệ nhân từ, sáng láng phù hộ độ trì, ôn đức quí báu, Lý Thái Hậu thần vị"; sắc phong năm Gia Long thứ 9 ngày 21/8 Canh Ngọ "Sắc cho các viên sắc xã trưởng hai xã Du La và Nhân Lư huyện Thanh Hà cùng nhau thờ phụng vị Hoàng thái hậu Triều Lý mà lịch sử đã tôn vinh ngài những chữ đẹp đẽ như sắc chỉ trước đây"...
Hàng năm, từ 6 đến 10 tháng 2 Âm lịch dân làng mở hội tế để tưởng nhớ công ơn Hoàng thái hậu.
Câu chuyện về cuộc đời bà được Lê Văn Thuấn chuyển thể thành truyện thơ, trong đó có đoạn: "Con người đã hóa thành tiên. Thương nhau xin chớ ưu phiền làm chi. Hãy làm tất cả những gì. Ích dân lợi nước ắt thì thiếp vui"